# Zbucz
Zbucz (Język staroruski: Збуч) – wieś w Polsce położona w województwie podlaskim, w powiecie hajnowskim, w gminie Czyże.
| SIMC    | Nazwa    | Rodzaj  |
| ------- | -------- | ------- |
| 0026413 | Hrabniak | kolonia |

Wieś królewska w leśnictwie bielskim w ziemi bielskiej województwa podlaskiego w 1795 roku. W latach 1975–1998 miejscowość administracyjnie należała do województwa białostockiego.
27 maja 2012 we wsi rozpoczęto budowę prawosławnej cerkwi upamiętniającej męczenników chełmskich i podlaskich oraz czyżowskich parafian zamordowanych zimą 1946 roku przez zbrojne podziemie. Obiekt został poświęcony 29 maja 2016 przez metropolitę warszawskiego i całej Polski Sawę.
Wieś w 2011 zamieszkiwało 178 osób.
Prawosławni mieszkańcy wsi należą do parafii Zaśnięcia Najświętszej Maryi Panny w Czyżach, a wierni kościoła rzymskokatolickiego do parafii Podwyższenia Krzyża Świętego i św. Stanisława, Biskupa i Męczennika w Hajnówce.

## Zabytki
Grodzisko
W pobliżu wsi znajduje się grodzisko, które jest najstarszym obiektem tego typu w międzyrzeczu górnej Narwi i środkowego Bugu. Daty dendrochronologiczne uzyskane z belek znajdujących się pod wałem wskazują, że grodzisko powstało po 890 roku lub pod koniec wieku IX, a ceramika znaleziona za fosą pochodziła z X lub XI wieku. Było to w tym czasie centrum lokalnej administracji plemiennej na tym obszarze. Grodzisko pierścieniowate ma około 90 metrów średnicy i otoczone jest wałami, których maksymalna wysokość dochodzi do 3,5 metra, zaś szerokość u podstawy waha się od 7 do 10 metrów. Gród prawdopodobnie pełnił także funkcję refugialną, w którym w razie najazdu chroniła się okoliczna ludność. W okresie późnośredniowiecznym w nasypie znajdował się cmentarz. Wał grodziska został zbudowany w bardzo kunsztowny sposób, który wskazuje na znaczne umiejętności budowniczych. Dowody zebrane podczas wykopalisk w 2004 i 2005 roku na terenie grodziska oraz na pobliskim cmentarzysku wskazują, że gród w Zbuczu, obok powstałych nieco później grodów w Klukowiczach i Zajączkach, należy wiązać z „mazowiecką” falą zasiedlenia tych terenów. Gród został zniszczony przed 1041 rokiem podczas zbrojnego podbijania tych terenów przez książąt kijowskich.
Cmentarzysko wczesnośredniowieczne
W pobliżu grodziska znajduje się cmentarzysko z grobami o obstawach kamiennych i kurhanami. Odnaleziono w nich krzyżyki, kabłączki, przęśliki, szklane ozdoby, noże, ceramikę – analogiczne do odnalezionych na cmentarzyskach w pobliskich wsiach Kuraszewo i Rostołty. Cmentarz był użytkowany około 200 lat później niż gród.

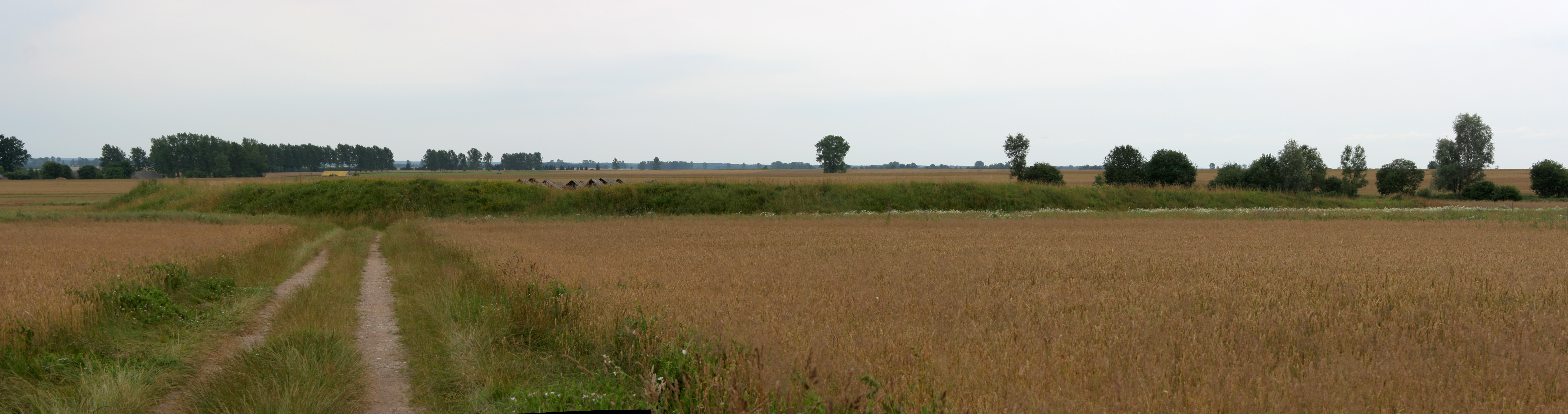
Wał grodziska w Zbuczu

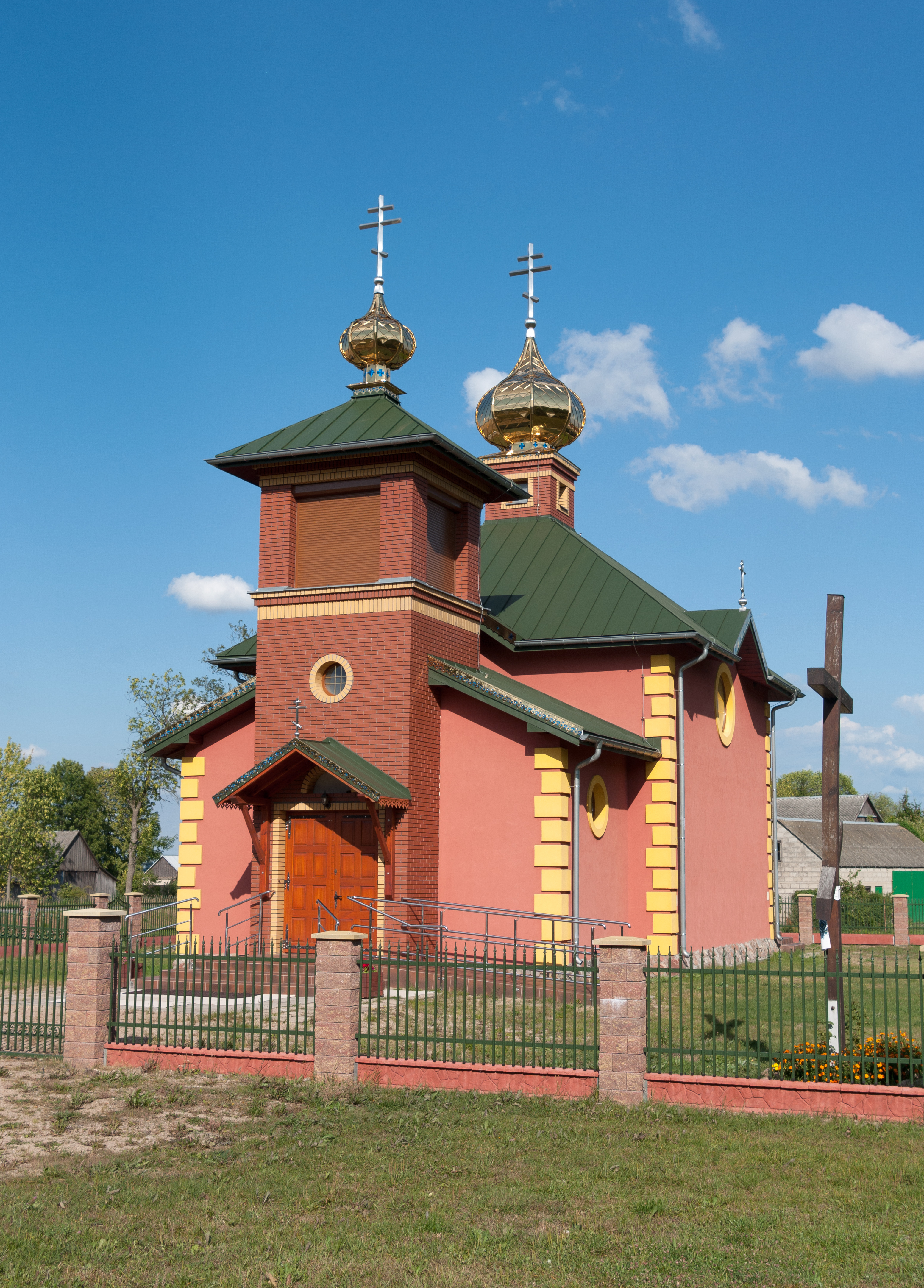
Cerkiew Świętych Męczenników Chełmskich i Podlaskich

## Osoby związane z miejscowością
Rościsław Stepaniuk (ur. 16 stycznia 1966 roku w Zbuczu) – pułkownik dyplomowany inżynier pilot Sił Zbrojnych Rzeczypospolitej Polskiej.